# Eric Arturo Delvalle

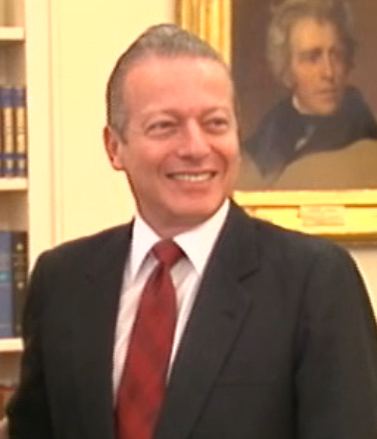
Eric Arturo Delvalle

Eric Arturo Delvalle (Panama-Stad, 2 februari 1937 – Cleveland, 2 oktober 2015) was een Panamees politicus. Hij was van september 1985 tot februari 1988 president van Panama.

## Biografie
Delvalle werd tijdens de verkiezingen van 1984 verkozen als vice-president onder Nicolás Ardito Barletta. Na de moord op Hugo Spadafora, die openlijk kritiek uitte op Noriega, werd Barletta opzijgeschoven als president. Barletta had een onderzoek naar de moord bevolen, maar dit was zeer tegen de zin van Manuel Noriega, de de facto dictator van Panama. Ook het presidentschap van Delvalle vond plaats tijdens de dictatuur van Noriega. Net als Barletta was Delvalle loyaal ten opzichte van Noriega. 
In 1988 probeerde Delvalle Noriega uit zijn functie te ontslaan wegens een aanklacht voor drugssmokkel door de Verenigde Staten. Hierop werd Delvalle aan de kant geschoven ten nadele van zijn opvolger Manuel Solís Palma.
Delvalle overleed in 2015 op 78-jarige leeftijd.